# Bábu vagy (album)
A Bábu vagy a KFT együttes 1996-ban megjelent válogatása kislemezekből és korábban ki nem adott felvételekből.

## Az album számai
1. Függönyakkord
2. Bábu vagy
3. Szobanövény
4. Kincses kalendárium
5. Halott szenvedély
6. Stranger In A Strange Land
7. The Hour Before The Dawn
8. Vigasztalj
9. Afrika
10. Viszonylagos viszony
11. Nem sikerül kikúrálni magam
12. Lie, lie, lie
13. Association
14. Hátha csak álom
15. Afrika (Remix: Suri-Hauber)

## Közreműködők
- Zene és szöveg: KFT
- Bornai Tibor – billentyűsök, ének
- Laár András – gitárok, ének
- II. Lengyelfi Miklós – basszusok, vokál
- Márton András- dobok, vokál